# 人民称号
人民称号是朝鲜民主主义人民共和国设立的一系列国家荣誉称号，以授予在各领域作出突出贡献的人士。该称号由朝鲜最高人民会议授予，其地位高于功勋称号。获得者还会同时被授予一级国旗勋章。
各领域的人民称号包括：
| 称号       | 朝鲜语 | 设立日期       |
| ---------- | ------ | -------------- |
| 人民演员   |        | 1952年6月4日   |
| 人民艺术家 |        | 1961年7月27日  |
| 人民播音员 |        | 1966年7月1日   |
| 人民体育人 |        | 1966年10月8日  |
| 人民设计家 |        | 1970年4月28日  |
| 人民记者   |        | 1971年11月19日 |
| 人民科学家 |        | 1973年9月3日   |
| 人民教員   |        | 1980年3月15日  |
| 人民医生   |        | 1980年3月15日  |
| 人民药剂师 |        | 1980年3月15日  |